# Sam Millar
Sam Millar (Belfast, 1955) és un escriptor de novel·la negra i dramaturg irlandès.

## Obra publicada
- Dark Souls
- On the Brinks[3][4][5]
- The Redemption Factory
- The Darkness of Bones
- Bloodstorm: A Karl Kane Book
- The Dark Place: A Karl Kane Book
- The Dead of Winter: A Karl Kane Book
- Small Town Killing
- Brothers in Arms (obra de teatre)
- The Bespoke Hitman